# V1059 Sagittarii
V1059 Sagittarii a explodat in 1898 în constelația Sagittarius și a atins magnitudinea de 4.5

## Coordonate delimitative
Ascensie dreaptă: 19h01m50s.85 
Declinație: −13°09'38".7